# Першиков (посёлок)
Першиков — опустевший поселок в Суражском районе Брянской области в составе Лопазненского сельского поселения.

## География
Находится в северо-западной части Брянской области на расстоянии приблизительно 15 км на северо-восток по прямой от районного центра города Сураж.

## История
Известен был с 1920-х годов. На карте 1941 года отмечен как поселение с 7 дворами.

## Население
Численность населения: 30 человек (1926 год), 1 человек (русские 100 %) в 2002 году, 0 в 2010.